# Château de Troërin
Le château de Troërin est situé à Plouvorn, en France.

## Localisation
Le château est situé sur la commune de Plouvorn, dans le département du Finistère en Bretagne.

## Description
En 1717, un plan est établi par Isaac Robelin pour la création de nouvelles terrasses pour l'établissement d'un parterre et d'un jardin potager, ainsi que d'un vaste bassin rectangulaire, miroir d'eau de la demeure dont le corps de logis principal présente un aspect austère tandis que l'aile en retour témoigne du manoir primitif. Les ruisseaux existants ont été captés et déviés de leurs cours initiaux afin d'assurer l'alimentation du logis, l'irrigation du jardin, l'alimentation du vivier et de l'étang, et le fonctionnement du moulin.

## Historique
Le château du XVIIe siècle fait place à un ancien manoir attesté dès 1413, reconstruit par Charles de Troërin en 1653. Corentine de Troërin, devenue Mme de La Tullaye, hérite de ce manoir en 1768. Sa fille Henriette et son mari, Charles de Réals, bâtissent à sa place en 1815 le château à deux étages qui existe désormais, en conservant l'aile de Charles de Troërin. La façade du bâtiment, de style XVIIIe siècle, est en schiste du pays.
Le domaine du château est inscrit au titre des monuments historiques par arrêté du 20 juillet 2009.

## Protection
Éléments protégés : le manoir pour ses façades et ses toitures, les jardins en terrasses avec leurs murs de soutènement, l'ensemble du parc avec ses allées et son système hydraulique (canalisations souterraines et aériennes, grand bassin, vivier, lavoir, ruines et vannes du moulin, vannes du grand bassin), ainsi que le colombier en totalité.

## Galerie

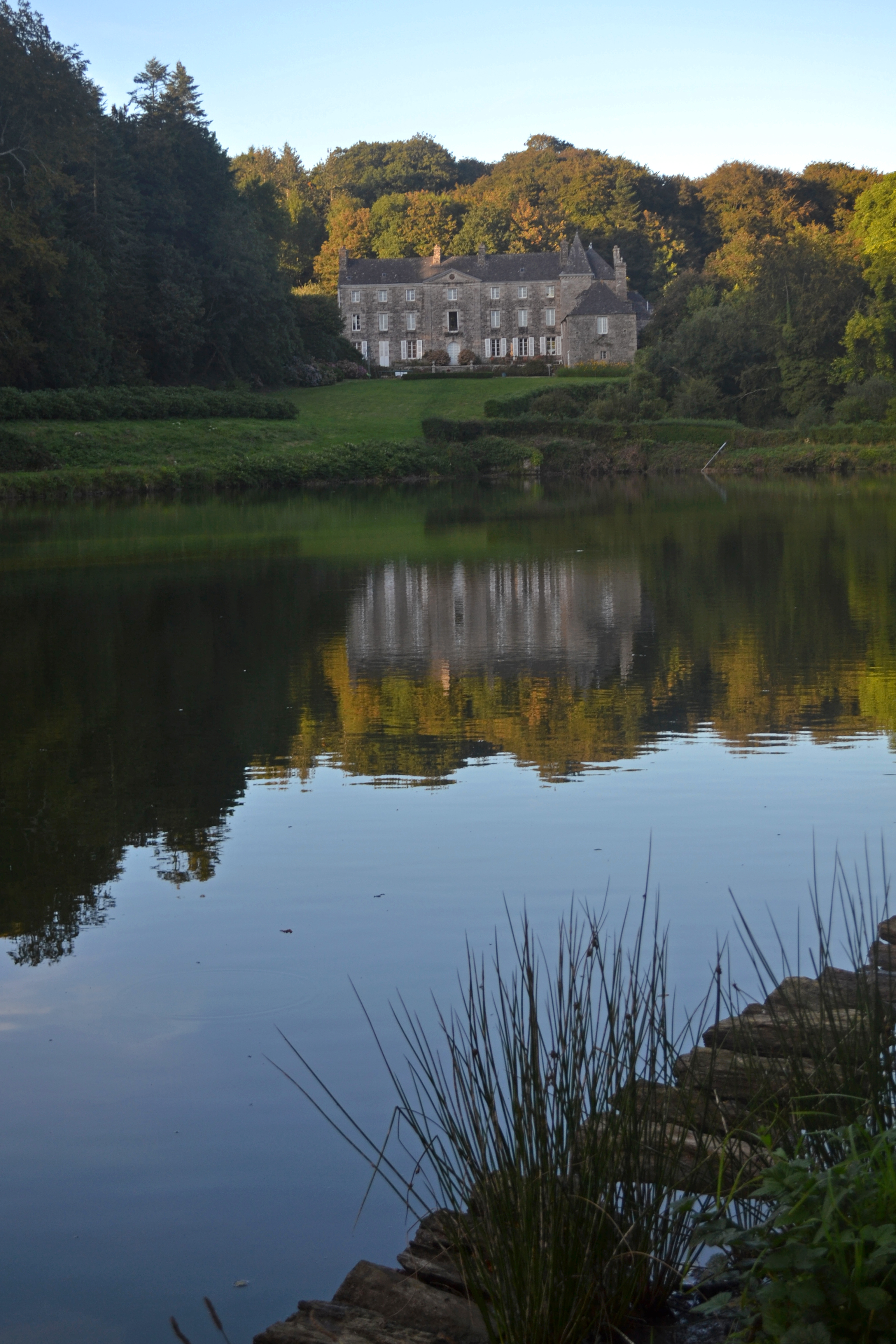
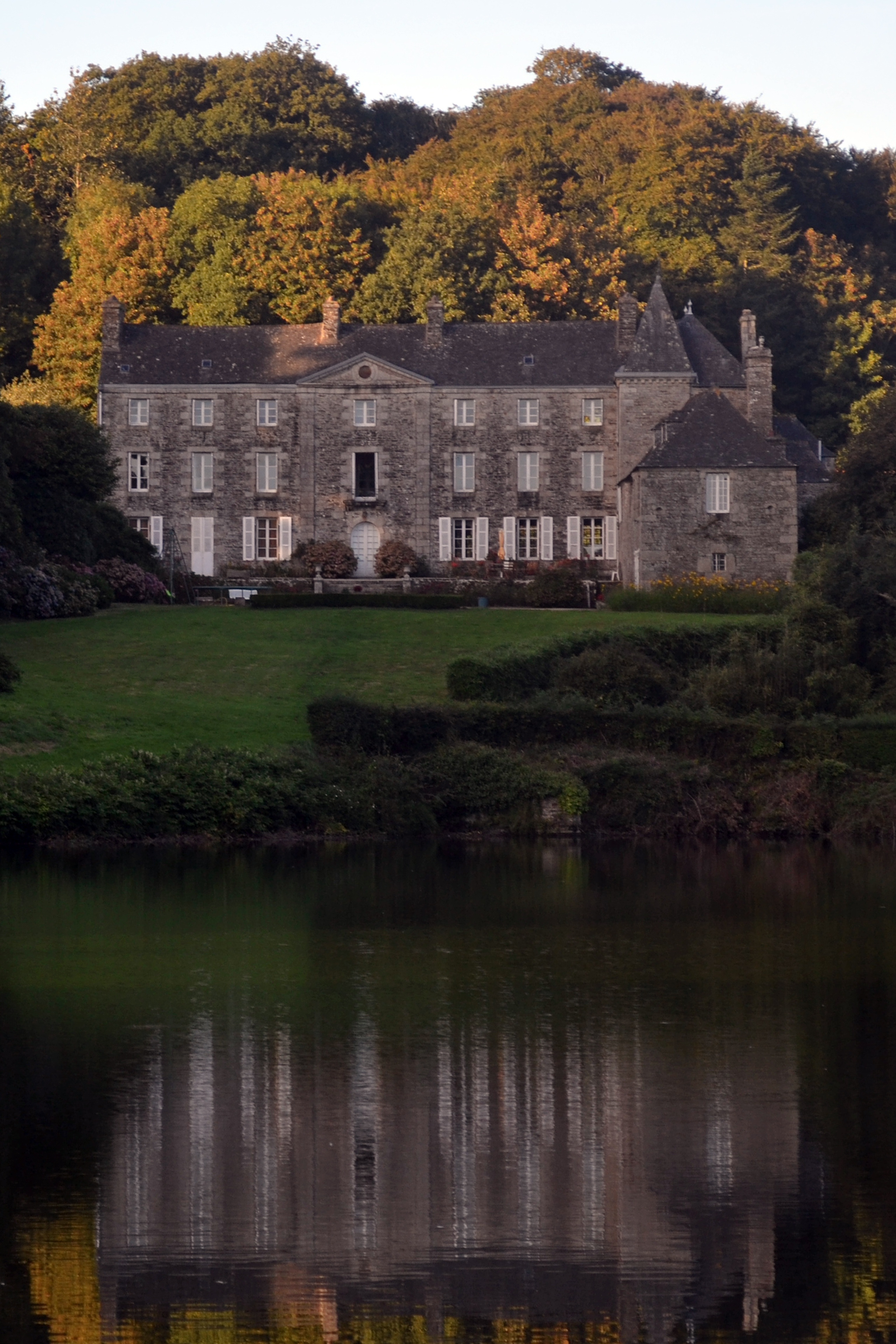
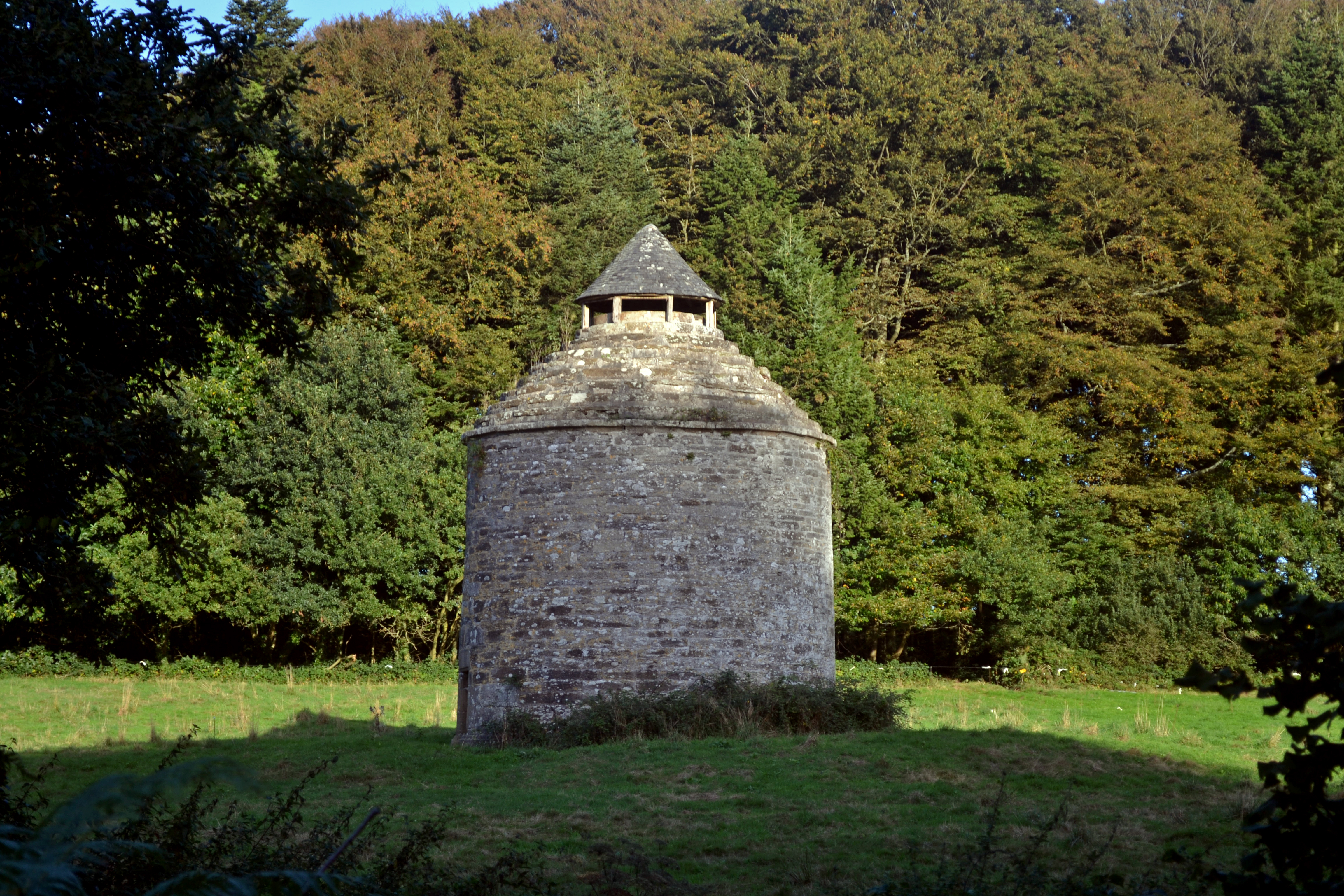
Colombier